# Doug McClure
Douglas Osborne McClure, detto Doug (Glendale, 11 maggio 1935 – Sherman Oaks, 5 febbraio 1995), è stato un attore statunitense.

## Filmografia parziale

### Cinema
- La legge del Signore (Friendly Persuasion), regia di William Wyler (1956)
- South Pacific, regia di Joshua Logan (1958)
- I cavalloni (Gidget), regia di Paul Wendkos (1959)
- Gli inesorabili (The Unforgiven), regia di John Huston (1960)
- Gli impetuosi (The Lively Set), regia di Jack Arnold (1964)
- Shenandoah - La valle dell'onore (Shenandoah), regia di Andrew V. McLaglen (1965)
- Beau Geste, regia di Douglas Heyes (1966)
- La lunga fuga (The Longest Hundred Miles), regia di Don Weis (1967)
- Il pirata del re (The King's Pirate), regia di Don Weis (1967)
- In gamba... marinaio! (Nobody's Perfect), regia di Alan Rafkin (1968)
- La lunga pista dei lupi (Die blutigen Geier von Alaska), regia di Harald Reinl (1973)
- La terra dimenticata dal tempo (The Land That Time Forgot), regia di Kevin Connor (1975)
- Centro della Terra: continente sconosciuto (At the Earth's Core), regia di Kevin Connor (1976)
- Gli uomini della terra dimenticata dal tempo (The People That Time Forgot), regia di Kevin Connor (1977)
- Le 7 città di Atlantide (Warlords of Atlantis), regia di Kevin Connor (1978)
- Monster - Esseri ignoti dai profondi abissi (Humanoids from the Deep), regia di Barbara Peeters (1980)
- 52 gioca o muori (52 Pick-Up), regia di John Frankenheimer (1986)
- Maverick, regia di Richard Donner (1994)

### Televisione
- Maverick – serie TV, episodio 1x10 (1957)
- Men of Annapolis – serie TV, 3 episodi (1957)
- The Court of Last Resort – serie TV, episodio 1x25 (1958)
- 26 Men – serie TV, episodi 1x36-1x38-2x16 (1958-1959)
- Overland Trail – serie TV, 17 episodi (1960)
- Scacco matto (Checkmate) – serie TV, 70 episodi (1960-1962)
- Il virginiano (The Virginian) – serie TV, 249 episodi (1962-1971)
- Search – serie TV, 23 episodi (1972-1973)
- Quel dannato pugno di uomini (The Meanest Men in the West) – film TV (1974)
- Automan – serie TV, episodio 1x01 (1983)
- Hardcastle & McCormick (Hardcastle and McCormick) – serie TV, episodio 1x17 (1984)
- La signora in giallo (Murder, She Wrote) – serie TV, episodi 3x11-4x08 (1987)
- Cose dell'altro mondo (Out of This World) – serie TV, 81 episodi (1987-1991)

## Doppiatori italiani
Nelle versioni in italiano delle opere in cui ha recitato, Doug McClure è stato doppiato da:
- Cesare Barbetti in Gli impetuosi, Shenandoah - La valle dell'onore
- Luciano De Ambrosis in La terra dimenticata dal tempo, Centro della Terra: continente sconosciuto
- Gianni Marzocchi in Top Secret, 52 gioca o muori
- Luciano Melani in Monster - Esseri ignoti dai profondi abissi
- Oreste Rizzini in I signori della guerra di Atlantide/Le 7 città di Atlantide
- Silvio Anselmo in La signora in giallo (ep. 3x11)
- Elio Zamuto in La signora in giallo (ep. 4x08)
- Norman Mozzato in Cose dell'altro mondo